# NGC 4083
NGC 4083 é uma galáxia lenticular (S0) localizada na direcção da constelação de Virgo. Possui uma declinação de +10° 36' 49" e uma ascensão recta de 12 horas, 05 minutos e 14,0 segundos.
A galáxia NGC 4083 foi descoberta em 25 de Março de 1865 por Albert Marth.